# Región de Northland
Northland es una de las 16 regiones en que se divide Nueva Zelanda. Como su nombre en inglés indica, es la región más septentrional del país. El centro principal es la ciudad de Whangarei.

## Geografía
Northland se ubica en lo que los neozelandeses llaman "el lejano norte", o, por su clima templado, "el norte sin invierno". Ocupa aproximadamente el 80% de la península de 285 km de largo, North Auckland, la parte más al sur de la región de Auckland.
Extendiéndose desde una estrecha península cercana al poblado de Wellsford, Northland se prolonga hasta la punta norte de península de Auckland, cubriendo un área de 13.940 km², aproximadamente un 5% de la superficie total del país. Al oeste, limita con el mar de Tasmania, y al este con el océano Pacífico. El terreno es principalmente ondulado, ocupado en gran parte por la agricultura y la silvicultura, dos de las industrias más importantes de la región.
Aunque la mayoría de los bosques de kauris de la región fueron talados durante el siglo XIX, todavía existen algunas zonas donde este extraño árbol todavía crece. El árbol más grande de Nueva Zelanda , el Tāne Mahuta, se encuentra en el bosque de Waipoua, al sur del puerto Hokianga.
La costa oeste de la región está dominada por varias playas largas y estrechas, siendo la más famosa de todas una playa de 88 km de largo, erróneamente llamada la Playa de las noventa millas, al norte de Northland. En esta costa también se hallan dos ensenadas, el enorme puerto de Kaipara en el sur, que northland comparte con Auckland, y el puerto Hokianga.
La orilla este es más accidentada, y está salpicada de bahías y penínsulas. En esta costa se encuentran un gran número de puertos naturales, desde Parengarenga, cerca de la punta septentrional de la región más allá de la Bahía de Islands, cerca del puerto de Whangarei, en la costa donde se encuentra el mayor centro de población de la región. También se hallan numerosas islas, destacándose las Islas Cavalli, las Islas Hen y Chickens, la isla Aorangaia y las islas Poor Knights.

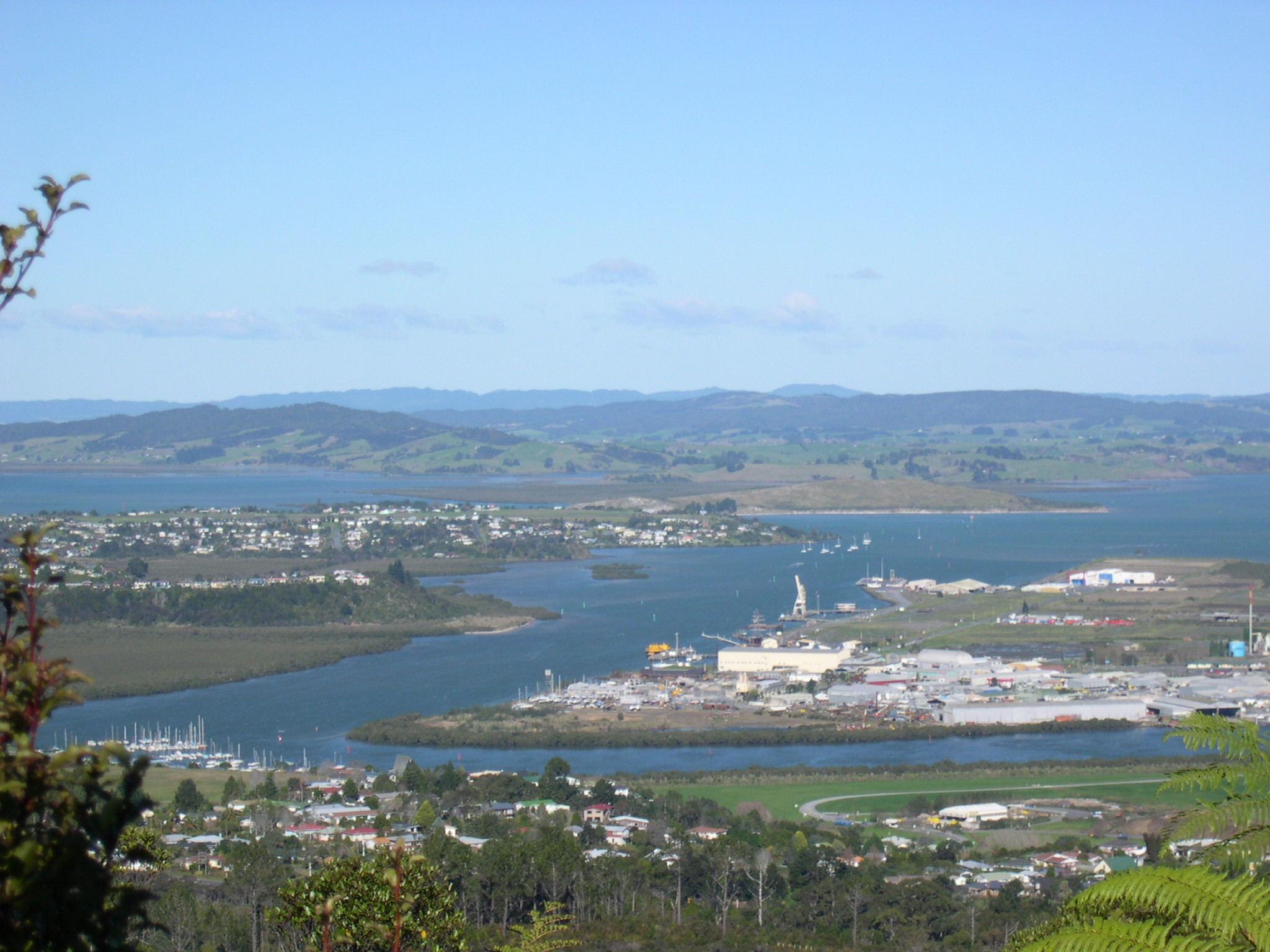
Vista de Whangarei

Los puntos más al norte de North Island se encuentran en la punta norte de Northland. Estos incluyen varios lugares usualmente confundidos con los puntos más septentrionales de Nueva Zelanda: el Cabo Maria van Diemen, la Bahía Spirits, el cabo Reinga, y North Cape. En realidad, el punto más al norte de North Island es Surville Cliffs, cerca de North Cape, aunque el punto más al norte del país es mucho más lejos, en la cadena de islas kermadec. De cualquier manera, el Cabo Reinga y la Bahía Spirits tienen el rol simbólico de ser el final del país. En la mitología Māori, este lugar es de donde las almas de los muertos comienzan su viaje hacia el más allá.

## Clima
La ubicación geográfica de la región  resulta en veranos cálidos y húmedos, e inviernos suaves. Normalmente, las máximas en verano van desde los 22 °C hasta los 26 °C. En invierno, las máximas están entre 14 °C y 17 °C. Las heladas son prácticamente desconocidas en las ciudades, pero comunes en el campo. Los meses más calurosos son enero y febrero. El promedio anual de lluvias es de entre 1500 y 2000mm. Durante el año, los vientos son principalmente del suroeste, aunque la región suele sufrir  las últimas tormentas tropicales de baja intensidad, del Océano Pacífico central.

## Administración

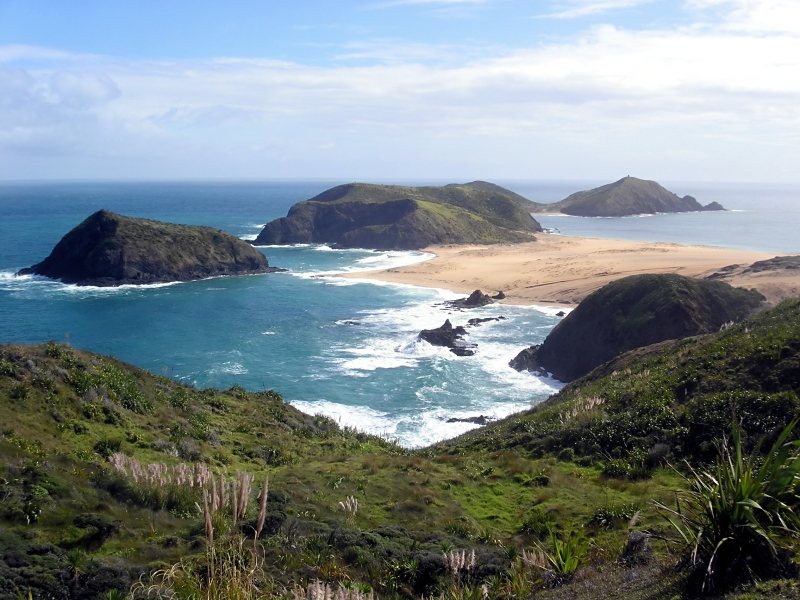
El cabo Maria Van Diemen.

La residencia del Ayuntamiento Regional de Northland (Northland Regional Council) se ubica en Whangarei. Hay tres autoridades territoriales en Northland:
- El ayuntamiento de Far North
- El ayuntamiento de Whangarei
- El ayuntamiento de Kiapara

## Población
Northland es la región menos urbanizada del país, con sólo el 50% de la población (de 149.000 habitantes) viviendo en la ciudad. De estas, Whangarei es la más grande, con una población de 48.700 personas. Hay otros siete centros con poblaciones mayores a 1000 habitantes: Kaitaia, Dargaville, Kaikohe, Paihia, Kerikeri, Whangaroa Taipa-Mangonui y Kawakawa. La población está concentrada sobre la costa este. Durante los últimos 5 años, hasta 2006, Northland tuvo un aumento de 6% en el total de población, ligeramente por debajo del promedio nacional. Northland incluye a una de las ciudades de más rápido crecimiento en Nueva Zelanda, Mangawhai, la cual se está expandiendo rápidamente gracias al desarrollo residencial y comercial.

## Historia
De acuerdo con la leyenda Māori, la isla Norte era un enorme pez, capturado por el aventurero Māui. Por esta razón, Northland suele ser llamado "la cola del pez", Te Hiku o Te Ika.

## Artes y Arquitectura

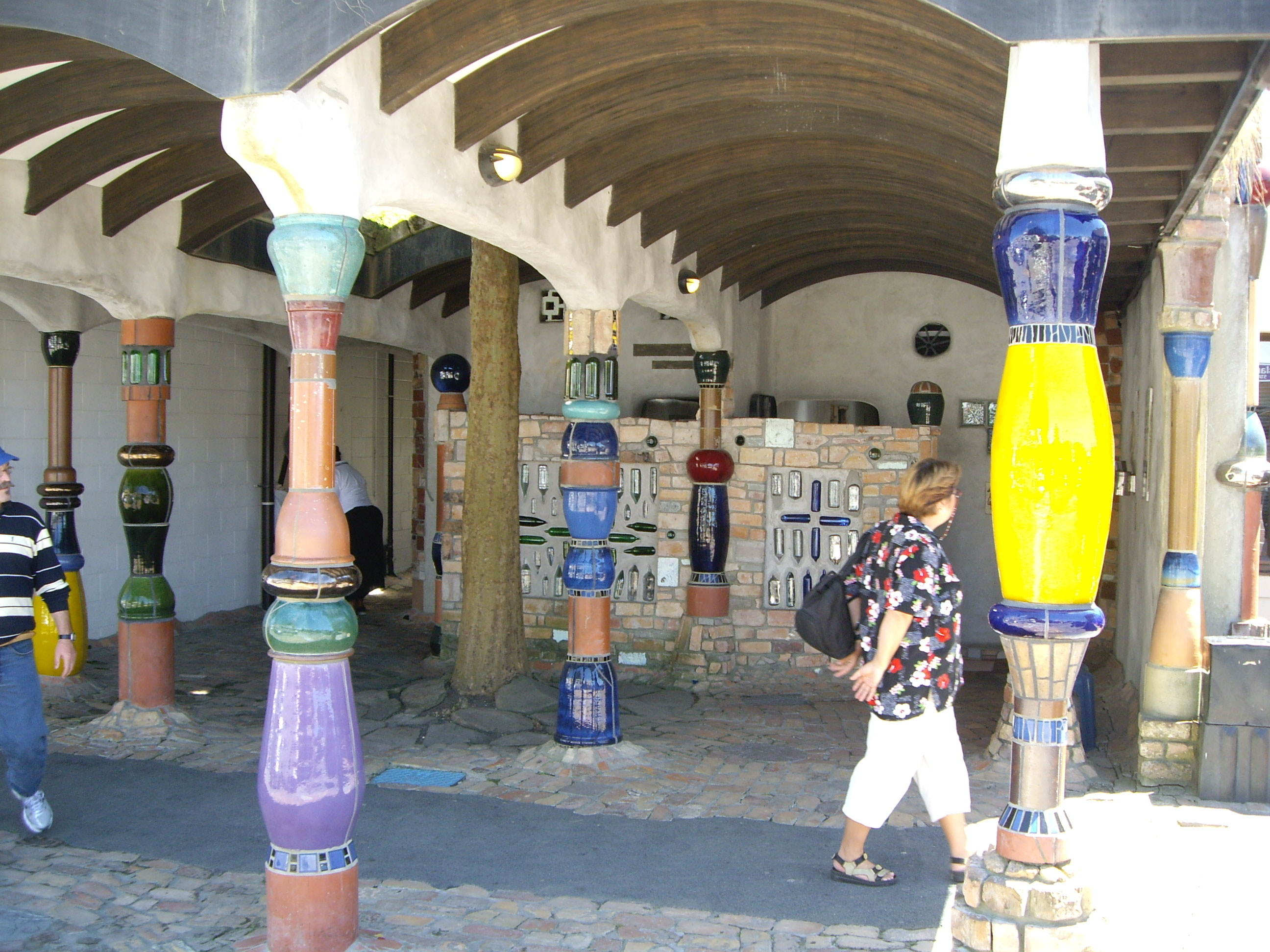
Hundertwasser- lavabos públicos kawakawa

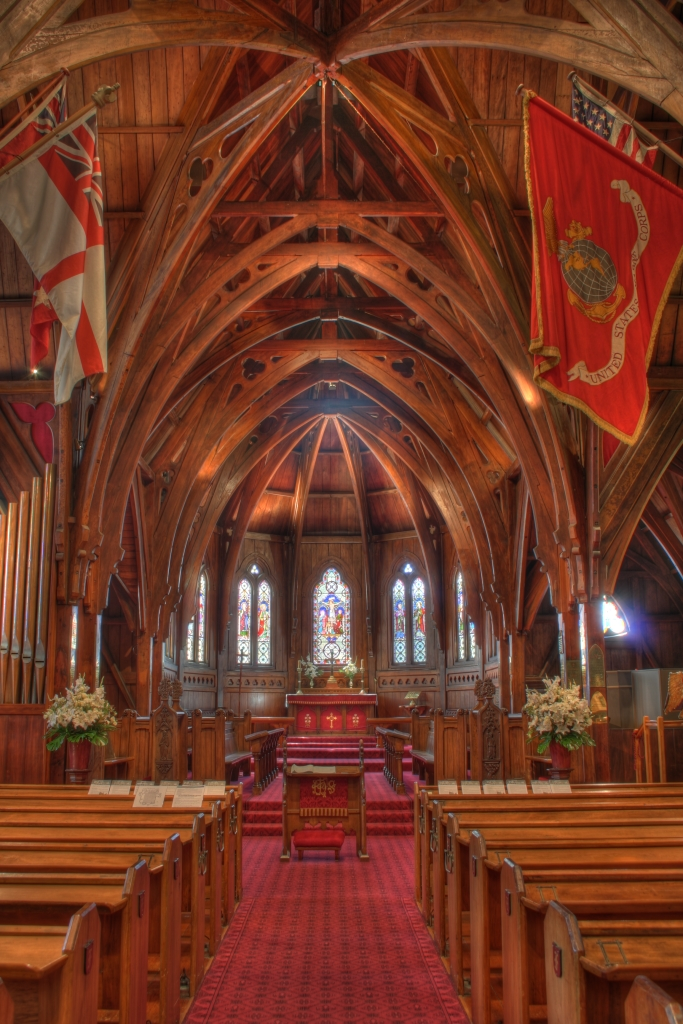
Antigua iglesia de San Pablo, Wellington

- Kawakawa:

Por todo el país abundan los lavabos públicos. En Kawakawa existen unos muy curiosos diseñados por Friedensreich Hundertwasser en 1998. El resultado es una obra de arte, desde el techo de hierba, a bolas doradas, baldosas de cerámica, ventanas de botellas de cristal, azulejos de mosaico, decoración de cobre, esculturas e incluso un árbol vivo integrado en la estructura. Este es el único edificio en el hemisferio meridional diseñado por el artista llevado austríaco y es el edificio pasado que él diseñó antes de que muriera en 2000.
- Wellington:

Antigua iglesia de San Pablo